# 1834年6月7日日食
1834年6月7日日食为一次在协调世界时1834年6月7日出現的日偏食。該次日食食分為0.9295。

## 概述
這次日食的食分是0.9295。

## 基本參數
- 類型：日偏食
- 食甚資料：
  - 日期：1834年6月7日
  - 時間：10時8分38秒
  - 地點：65S 55E
  - 食分：0.9295

## 外部連結
- NASA日食專頁（页面存档备份，存于）（英文）